# Eva Grill
Eva Grill ist eine deutsche Wissenschaftlerin und Hochschullehrerin. Sie ist Professorin für Epidemiologie am Institut für Medizinische Informationsverarbeitung Biometrie und Epidemiologie (IBE) an der Ludwig-Maximilians-Universität in München und ehemalige Stellvertretende Vorsitzende der Deutschen Gesellschaft für Epidemiologie.

## Werdegang
Eva Grill studierte Pharmazie und erhielt im Jahr 1988 die Approbation als Apothekerin. Im Jahr 1999 schloss sie ein Magisterstudium im Fach Public Health an der Ludwigs-Maximilians-Universität ab und promovierte vier Jahre später an der Universität Bielefeld mit einer Analyse des KORA-Herzinfarktregisters im Hinblick auf Medikamentengabe nach einem Herzinfarkt. Als Grund, ihren Beruf als Pharmazeutin aufzugeben, gab sie später die Intention an, einen Beitrag zur Gesellschaft und zur Gesundheit der Bevölkerung leisten zu wollen.

### Epidemiologie
Im Jahr 2008 habilitierte Grill sich an der LMU zur Internationalen Klassifikation der Funktionsfähigkeit, Behinderung und Gesundheit (International Classification of Functioning, Disability and Health (ICF)) der WHO. Die im Jahr 2005 formulierte ICF bot erstmals eine international einheitliche Definition von Gesundheit und krankheitsbedingten Einschränkungen, die es ermöglichte den Gesundheitszustand aller Menschen – und nicht, wie bis dahin, nur der Menschen mit Behinderungen – unter bestimmten Aspekten zu beschreiben. Grill betrachtete die ICF in ihrer Habilitationsschrift insbesondere unter dem Aspekt der Funktionsfähigkeit von Patienten in der Akutversorgung.

### Forschung
Grill forscht seit 1999 zur Epidemiologie und betrachtet dabei auf Basis von bei Patienten erhobenen Daten verschiedene Themen wie die Lebensqualität und die Wiederherstellung und Erhaltung der körperlichen Funktionen. Weitere Schwerpunkte sind die Epidemiologie des gesunden Alterns und deren Einfluss auf die Versorgungsforschung. Hierbei nimmt Grill besonders die Mobilität, Möglichkeiten der Partizipation, das Gleichgewicht und die Funktion des Gleichgewichtsorgans in den Blick.

## Engagement
Grill war Vorsitzende sowie Stellvertretende Vorsitzende der Deutschen Gesellschaft für Epidemiologie und darüber hinaus Mitglied weiterer Institutionen:
- Münchner Zentrum für Gesundheitswissenschaften (MC-Health)
- Deutsches Schwindel- und Gleichgewichtszentrum (DSGZ)
- International Epidemiological Association European Epidemiology Federation (IEA-EEF)

### Positionen
Während der COVID-19-Pandemie in Deutschland sprach Grill sich für die No-Covid Strategie im Rahmen eines gesamt-europäischen Ansatzes aus. Zudem empfahl sie, das durch die Maßnahmen gegen die Verbreitung des Virus etablierte Tragen von Schutzmasken in Innenräumen auch nach Absinken der Erkranktenzahl beizubehalten. Diese seien insbesondere im Hinblick auf zukünftige Varianten des Virus weiterhin als wirksamer Schutz zu bewerten.